# 舟田善
舟田 善（ふなだ ぜん）は、日本の実業家。ヴァズ株式会社代表取締役・CEO、株式会社オン・ザ・エッヂ元ウェブ事業部担当取締役兼CIO、シーサー株式会社元取締役兼CSO。

## 人物・経歴
立教大学卒業。大学卒業後、1995年に法令出版を手掛ける株式会社ぎょうせいに入社。技術開発部でソフトウェア開発を担当。
2000年、株式会社オン・ザ・エッヂに入社。ウェブサービスの企画立案、事業化、運営管理などに従事する。2001年、同社ウェブ事業部担当取締役に就任した後、CIO（最高情報責任者）を兼務し、同社のインターネット事業戦略の計画立案を担当。
2004年、ブログサービスを提供するシーサー株式会社に入社。翌年取締役兼CSO（最高戦略責任者）に就任し、経営戦略の立案と執行を担当する。2008年、退職に伴い退任。
2010年2月、ヴァズ株式会社を創業し、代表取締役CEOに就任。2011年に、料理カメラアプリ「SnapDish」を立ち上げた。同アプリは、これまで200万DL、2000万件を超える写真投稿があり、料理写真＆レシピ投稿数で最大クラスを誇るアプリとなっている。